# Talor Gooch
Talor Gooch, né le 14 novembre 1991 à Midwest City, est un golfeur américain. Il prend part au circuit de la PGA Tour et y compte une victoire avant de rejoindre le LIV Golf en août 2022. Il y remporte l'édition 2023.

## Palmarès

### Victoires professionnelles
| N° | Date       | Circuit principal | Tournoi            | Score           | Par  | Marge   | Finaliste         |
| -- | ---------- | ----------------- | ------------------ | --------------- | ---- | ------- | ----------------- |
| 1  | 20/08/2017 | Web.com           | News Sentinel Open | 66-67-68-65=266 | - 18 | 1 coup  | Jonathan Hodge    |
| 2  | 21/11/2021 | PGA               | RSM Classic        | 64-65-67-64=260 | - 22 | 3 coups | Mackenzie Hughes  |
| 3  | 23/04/2023 | LIV Golf          | LIV Golf Adelaide  | 62-62-73=197    | - 19 | 3 coups | Anirban Lahiri    |
| 4  | 30/04/2023 | LIV Golf          | LIV Golf Singapore | 64-65-67=196    | - 17 | playoff | Sergio García     |
| 5  | 02/07/2023 | LIV Golf          | LIV Golf Andalucía | 69-65-67=201    | - 12 | 1 coup  | Bryson DeChambeau |